# 基於規則的系統
基於規則的系統是计算机科学裡面的一個概念，指用於存儲與運用知識、並以有用的方式解釋訊息的系統。它通常用於人工智能應用與研究當中。一般來講，這個術語「基於規則的系統」適用於一些涉及人為或者由人策展的規則集的系統。一些用自動規則推理構造的基於規則的系統、譬如基於規則的機器學習，就通常不屬於此種系統類型。
基於規則的系統並沒有使用到人工神經網絡，而是使用到一些邏輯學的機制，來模仿腦裏面的神經網絡的功能，即透過某個對象的模式、性質、相關反應與一些推斷規則（邏輯規則等）來認識世界上的一些東西或者理解一些東西的行為，譬如看到一輛汽車就反應到它主要是由金屬構成、需要用到油、會動、沿線行、能載客等等；又譬如見到交通燈，就要注意到亮紅燈要停住、亮綠燈就能通行。